# Козій Врх (Подвелка)
Козій Врх (словен. Kozji Vrh) — поселення в общині Подвелка, Регіон Корошка, Словенія. Висота над рівнем моря: 456 м.